# Saint-Yzans-de-Médoc
Pour les articles homonymes, voir Saint-Yzan et Médoc (homonymie).
Saint-Yzans-de-Médoc (prononcer [sɛ̃.t‿izɑ̃ də medɔk]; Sent Dicenç de Medoc en gascon) est une commune du Sud-Ouest de la France, dans le département de la Gironde (région Nouvelle-Aquitaine).
Ses habitants sont appelés les Saint-Yzannais.

## Géographie

### Localisation
Saint-Yzans-de-Médoc se situe dans le Médoc, en bordure de l'estuaire de la Gironde.

### Communes limitrophes
Les communes de Saint-Thomas-de-Conac, Saint-Sorlin-de-Conac et Saint-Ciers-sur-Gironde sont sur la rive droite de l'estuaire de la Gironde.
Les communes limitrophes sont  Blaignan-Prignac, Couquèques, Ordonnac, Saint-Christoly-Médoc, Saint-Ciers-sur-Gironde, Saint-Seurin-de-Cadourne, Saint-Sorlin-de-Conac et Saint-Thomas-de-Conac.
| Couquèques       | Saint-Christoly-Médoc    | Saint-Thomas-de-Conac (Charente-Maritime, par un quadripoint) |
| Blaignan-Prignac | Saint-Yzans-de-Médoc     | Saint-Sorlin-de-Conac (Charente-Maritime)                     |
| Ordonnac         | Saint-Seurin-de-Cadourne | Saint-Ciers-sur-Gironde                                       |

### Climat
Pour des articles plus généraux, voir Climat de la Nouvelle-Aquitaine et Climat de la Gironde.
Historiquement, la commune est exposée à un climat océanique aquitain.  
En 2020, Météo-France publie une typologie des climats de la France métropolitaine dans laquelle la commune est exposée à un climat océanique et est dans la région climatique  Littoral charentais et aquitain, caractérisée par une pluviométrie élevée en automne et en hiver, un bon ensoleillement, des hiver doux (6,5 °C), soumis à la brise de mer.
Pour la période 1971-2000, la température annuelle moyenne est de 13,1 °C, avec une amplitude thermique annuelle de 14,2 °C. Le cumul annuel moyen de précipitations est de 858 mm, avec 12,6 jours de précipitations en janvier et 6,3 jours en juillet. Pour la période 1991-2020, la température moyenne annuelle observée sur la station météorologique la plus proche, située sur la commune de Lesparre-Médoc à 9 km à vol d'oiseau, est de 13,3 °C et le cumul annuel moyen de précipitations est de 872,2 mm,. Pour l'avenir, les paramètres climatiques de la commune estimés pour 2050 selon différents scénarios d’émission de gaz à effet de serre sont consultables sur un site dédié publié par Météo-France en novembre 2022.

## Urbanisme

### Typologie
Au 1er janvier 2024, Saint-Yzans-de-Médoc est catégorisée commune rurale à habitat dispersé, selon la nouvelle grille communale de densité à sept niveaux définie par l'Insee en 2022.
Elle est située hors unité urbaine et hors attraction des villes,.
La commune, bordée par l'estuaire de la Gironde, est également une commune littorale au sens de la loi du 3 janvier 1986, dite loi littoral. Des dispositions spécifiques d’urbanisme s’y appliquent dès lors afin de préserver les espaces naturels, les sites, les paysages et l’équilibre écologique du littoral, tel le principe d'inconstructibilité, en dehors des espaces urbanisés, sur la bande littorale des 100 mètres, ou plus si le plan local d’urbanisme le prévoit.

### Occupation des sols

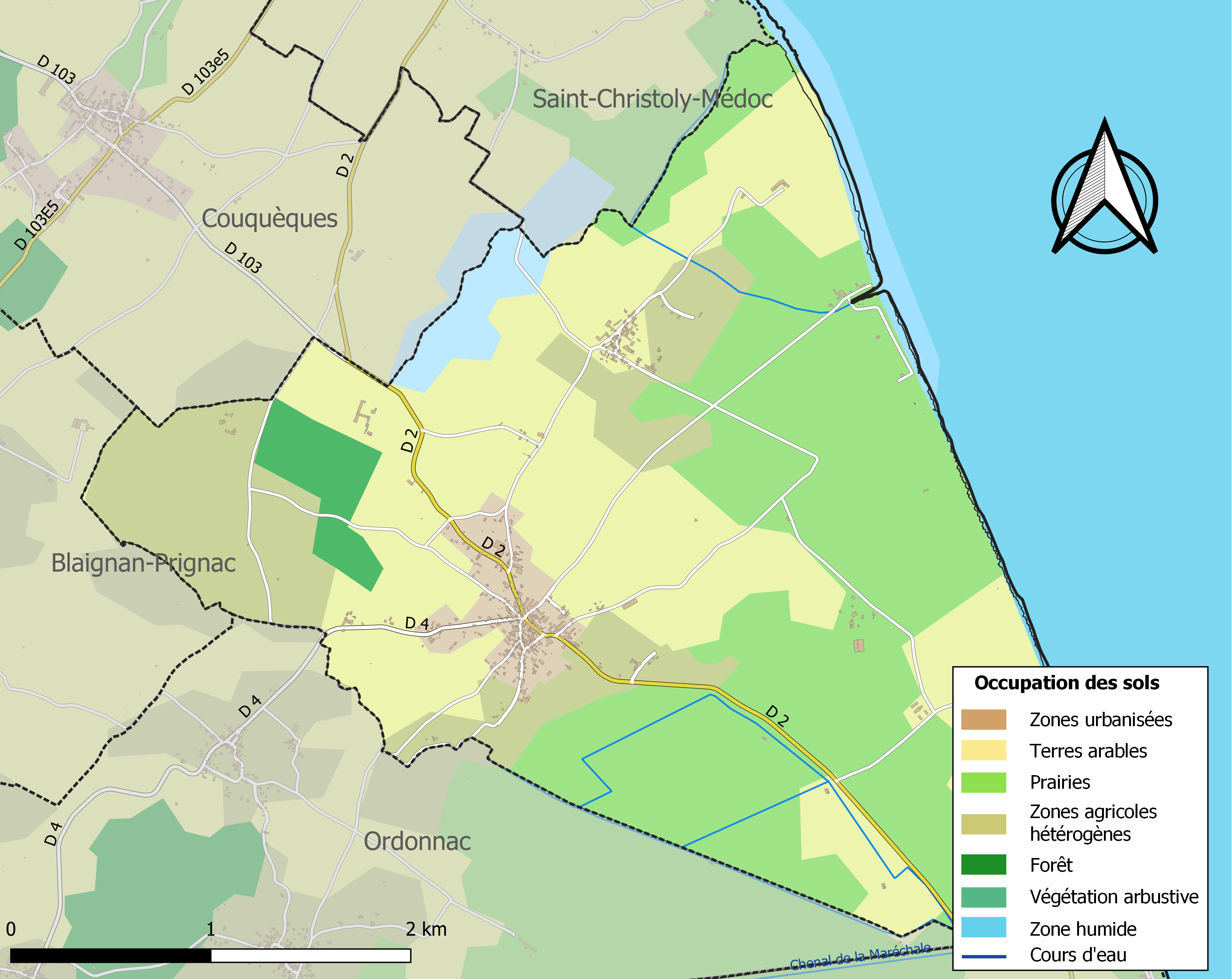
Carte des infrastructures et de l'occupation des sols de la commune en 2018 (CLC).

L'occupation des sols de la commune, telle qu'elle ressort de la base de données européenne d’occupation biophysique des sols Corine Land Cover (CLC), est marquée par l'importance des territoires agricoles (42,7 % en 2018), une proportion sensiblement équivalente à celle de 1990 (42,8 %). La répartition détaillée en 2018 est la suivante : 
eaux maritimes (52,7 %), prairies (18,1 %), cultures permanentes (16,3 %), zones agricoles hétérogènes (7,2 %), zones urbanisées (1,5 %), terres arables (1,1 %), forêts (1,1 %), zones humides côtières (1,1 %), zones humides intérieures (0,8 %). L'évolution de l’occupation des sols de la commune et de ses infrastructures peut être observée sur les différentes représentations cartographiques du territoire : la carte de Cassini (XVIIIe siècle), la carte d'état-major (1820-1866) et les cartes ou photos aériennes de l'IGN pour la période actuelle (1950 à aujourd'hui).

### Risques majeurs
Le territoire de la commune de Saint-Yzans-de-Médoc est vulnérable à différents aléas naturels : météorologiques (tempête, orage, neige, grand froid, canicule ou sécheresse), inondations et séisme (sismicité très faible). Il est également exposé à un risque technologique, le risque nucléaire. Un site publié par le BRGM permet d'évaluer simplement et rapidement les risques d'un bien localisé soit par son adresse soit par le numéro de sa parcelle.

#### Risques naturels
Certaines parties du territoire communal sont susceptibles d’être affectées par le risque d’inondation par débordement de cours d'eau. La commune a été reconnue en état de catastrophe naturelle au titre des dommages causés par les inondations et coulées de boue survenues en 1982, 1999 et 2009,.

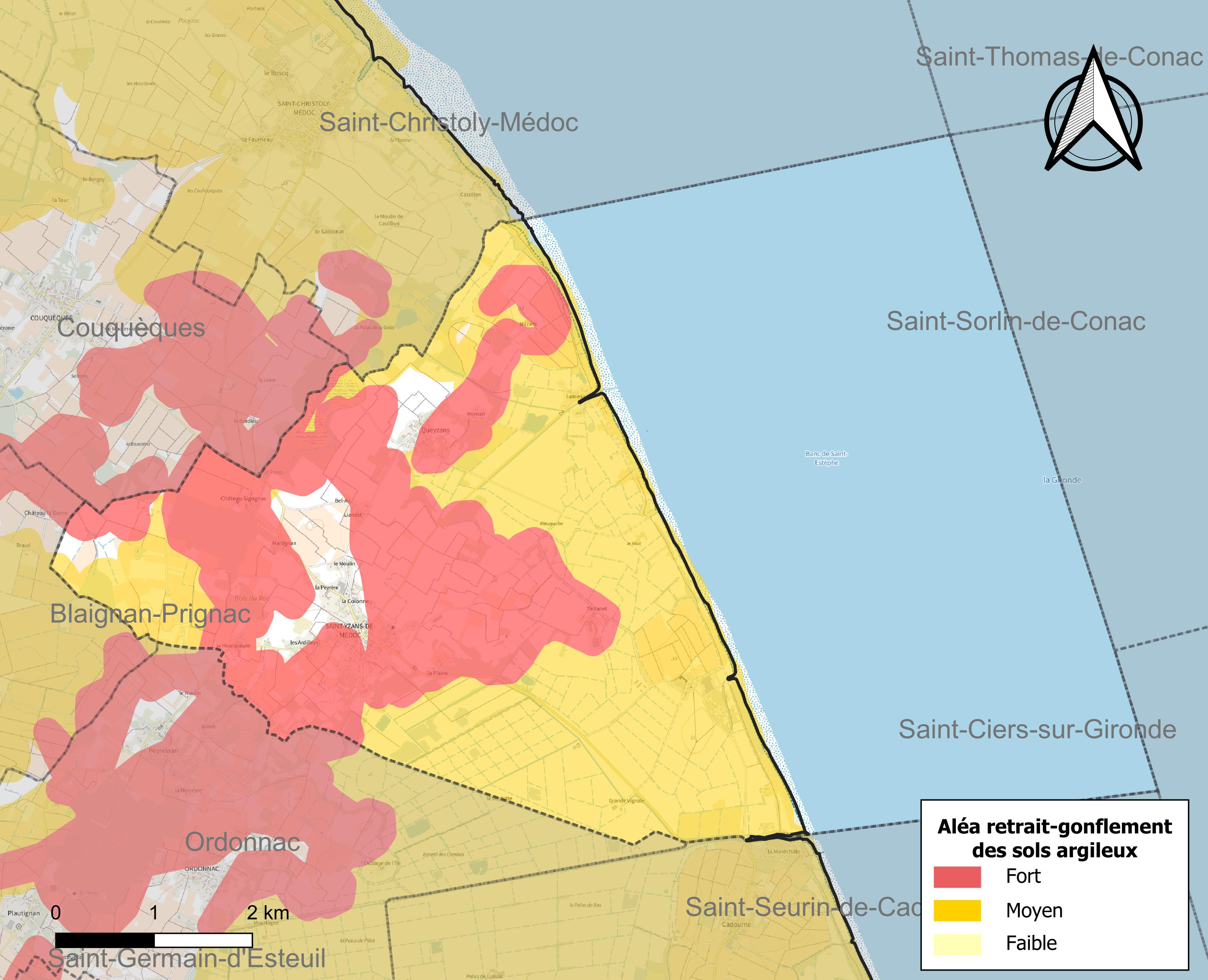
Carte des zones d'aléa retrait-gonflement des sols argileux de Saint-Yzans-de-Médoc.

Le retrait-gonflement des sols argileux est susceptible d'engendrer des dommages importants aux bâtiments en cas d’alternance de périodes de sécheresse et de pluie. 44,1 % de la superficie communale est en aléa moyen ou fort (67,4 % au niveau départemental et 48,5 % au niveau national). Sur les 256 bâtiments dénombrés sur la commune en 2019,  183 sont en aléa moyen ou fort, soit 71 %, à comparer aux 84 % au niveau départemental et 54 % au niveau national. Une cartographie de l'exposition du territoire national au retrait gonflement des sols argileux est disponible sur le site du BRGM,.
Concernant les mouvements de terrains, la commune a été reconnue en état de catastrophe naturelle au titre des dommages causés par la sécheresse en 2003 et par des mouvements de terrain en 1999.

#### Risques technologiques
La commune étant située totalement dans le périmètre du plan particulier d'intervention (PPI) de 20 km autour de la centrale nucléaire du Blayais, elle est exposée au risque nucléaire. En cas d'accident nucléaire, une alerte est donnée par différents médias (sirène, sms, radio, véhicules). Dès l'alerte, les personnes habitant dans le périmètre de 2 km se mettent à l'abri. Les personnes habitant dans le périmètre de 20 km peuvent être amenées, sur ordre du préfet, à évacuer et ingérer des comprimés d’iode stable,,.

## Toponymie
Le nom de Saint-Yzans est une déformation de celui de Dicentius, évêque de Saintes au VIIIe siècle. Le c est devenu régulièrement -dz- en occitan médiéval, ce qui explique tant la forme indigène Sent Idènç, attestée dans l'Atlas Linguistique et Ethnographique de la Gascogne de Jean Seguy sous l'aspect phonétique de sént idèns (approximativement, les caractères utilisés dans cet ouvrage n'étant pas faciles à reproduire), que l'interprétation française Saint-Yzans. Le d initial s'est confondu dans les deux langues avec l'autre dentale, -t, qui termine le produit de sanctus, il a par conséquent disparu (le plus souvent, c'est l'inverse qui se passe). La graphie gasconne Sent Dicenç, avec -c- conservé sans modification, résultat d'une probable étourderie, est opposée à toutes les règles de l'évolution phonétique en occitan, en français, en catalan, etc., elle est erronée sans discussion possible et doit être éliminée.
La note suivante est basée sur les archives personnelles de Jacqueline Gillet (1921-2009), institutrice et secrétaire de mairie à Saint-Yzans pendant plus de 30 ans.
Saint-Yzans ! D'où vient cette appellation ?
D’après les livres de l'abbé Baurein, ouvrage de référence pour tous ceux qui veulent connaître l'histoire du Médoc, Saint-Yzans viendrait de Saint Didier.
Ce nom aurait subi au cours des temps diverses modifications ou altérations dues à l'usage du patois et de la traduction orale, nous avions : 
- Saint Didey
- Saint Didant
- Saint Dizant
- Saint Yzans

Une nouvelle thèse, beaucoup plus probable a été avancée par M. Galy-Aché, président de la SAHM, « d’après le grand érudit Louis Audiat, auteur de saint Eutrape, premier évêque de Saintes vers l'an 882, le nom de Saint Yzans est à rapprocher de ceux de :
- Saint-Dizaint en Auvergne
- Sain- Dizant-du-Bois en Charente Maritime
- Saint-Dizant-du-Gua
- Saint-Yzan-de-Soudiac en Gironde

Selon Emilien Piganeau, autre grand érudit bordelais, le nom de la paroisse de Saint-Yzans s'écrit encore Sanctus Discentius dans un manuscrit de l'an 1420, mais à partir de 1540, un copiste imagine de l'orthographier Sanctus Désiderius, ce qui a pour effet de faire croire à l'abbé Baurein et aux lecteurs de ce dernier que Saint Yzans vient de Saint Didier, ce qui est étymologiquement ne tient pas debout ».
Cette thèse paraît plus plausible que celle de Baurein.
Guy Gillet, toujours fureteur, a consulté tout un hiver, les registres municipaux, il a trouvé :
- 1663 : Saint Dizans (Curé Lagarde)
- 1674 : Saint Yzen
- 1689 : Saint Yzands - Saint Disans (curé Lagarde)
- 1704 : Saint Zans
- 1714 : Dizents
- 1777 : Saint Yzents – Saint Dizant – Saint Dizans
- 1778 : Saint Yzant
- 1785 : Saint Disant
- 1792 : Saint Dizeans
- 1799 : Saint Yzent
- 1802 : Saint Yzent
- 1803 : Saint Yzent – Saint Yzens – Saint Yzant
- 1812 : Saint Yzan – Saint Yzent – Saint Yzant
- 1814 : Saint Yzant
- 1823 : Saint Yzant
- 1833 : Saint Yzans
- 1842 : Saint Yzans

Nulle part, Guy Gillet, n'a trouvé Saint Didier ou un dérivé.

## Politique et administration
| Période                                  | Période   | Identité          | Étiquette     | Qualité                            |
| ---------------------------------------- | --------- | ----------------- | ------------- | ---------------------------------- |
| ?                                        | ?         | Alain Bouilleau   |               | Régisseur d'une propriété viticole |
| mars 2001                                | 2004      | Philippe Cazenave |               |                                    |
| 2004                                     | mars 2008 | Sylvie Berrouet   |               |                                    |
| mars 2008                                | 2020      | Segundo Cimbron   | Apparenté PCF | Maître d'œuvre                     |
| 2020                                     | En cours  | Dominique Lajugie |               |                                    |
| Les données manquantes sont à compléter. |           |                   |               |                                    |

## Démographie
L'évolution du nombre d'habitants est connue à travers les recensements de la population effectués dans la commune depuis 1793. Pour les communes de moins de 10 000 habitants, une enquête de recensement portant sur toute la population est réalisée tous les cinq ans, les populations de référence des années intermédiaires étant quant à elles estimées par interpolation ou extrapolation. Pour la commune, le premier recensement exhaustif entrant dans le cadre du nouveau dispositif a été réalisé en 2004.

En 2022, la commune comptait 344 habitants, en évolution de −11,34 % par rapport à 2016 (Gironde : +6,91 %, France hors Mayotte : +2,11 %).
| 1793 | 1800 | 1806 | 1821 | 1831 | 1836 | 1841 | 1846 | 1851 |
| ---- | ---- | ---- | ---- | ---- | ---- | ---- | ---- | ---- |
| 418  | 347  | 519  | 486  | 528  | 526  | 522  | 547  | 548  |

| 1856 | 1861 | 1866 | 1872 | 1876 | 1881 | 1886 | 1891 | 1896 |
| ---- | ---- | ---- | ---- | ---- | ---- | ---- | ---- | ---- |
| 583  | 599  | 651  | 677  | 681  | 772  | 700  | 744  | 721  |

| 1901 | 1906 | 1911 | 1921 | 1926 | 1931 | 1936 | 1946 | 1954 |
| ---- | ---- | ---- | ---- | ---- | ---- | ---- | ---- | ---- |
| 700  | 676  | 664  | 589  | 572  | 518  | 425  | 366  | 396  |

| 1962 | 1968 | 1975 | 1982 | 1990 | 1999 | 2004 | 2006 | 2009 |
| ---- | ---- | ---- | ---- | ---- | ---- | ---- | ---- | ---- |
| 393  | 429  | 419  | 441  | 427  | 473  | 410  | 387  | 403  |

| 2014 | 2019 | 2022 | - | - | - | - | - | - |
| ---- | ---- | ---- | - | - | - | - | - | - |
| 392  | 348  | 344  | - | - | - | - | - | - |

## Lieux et monuments

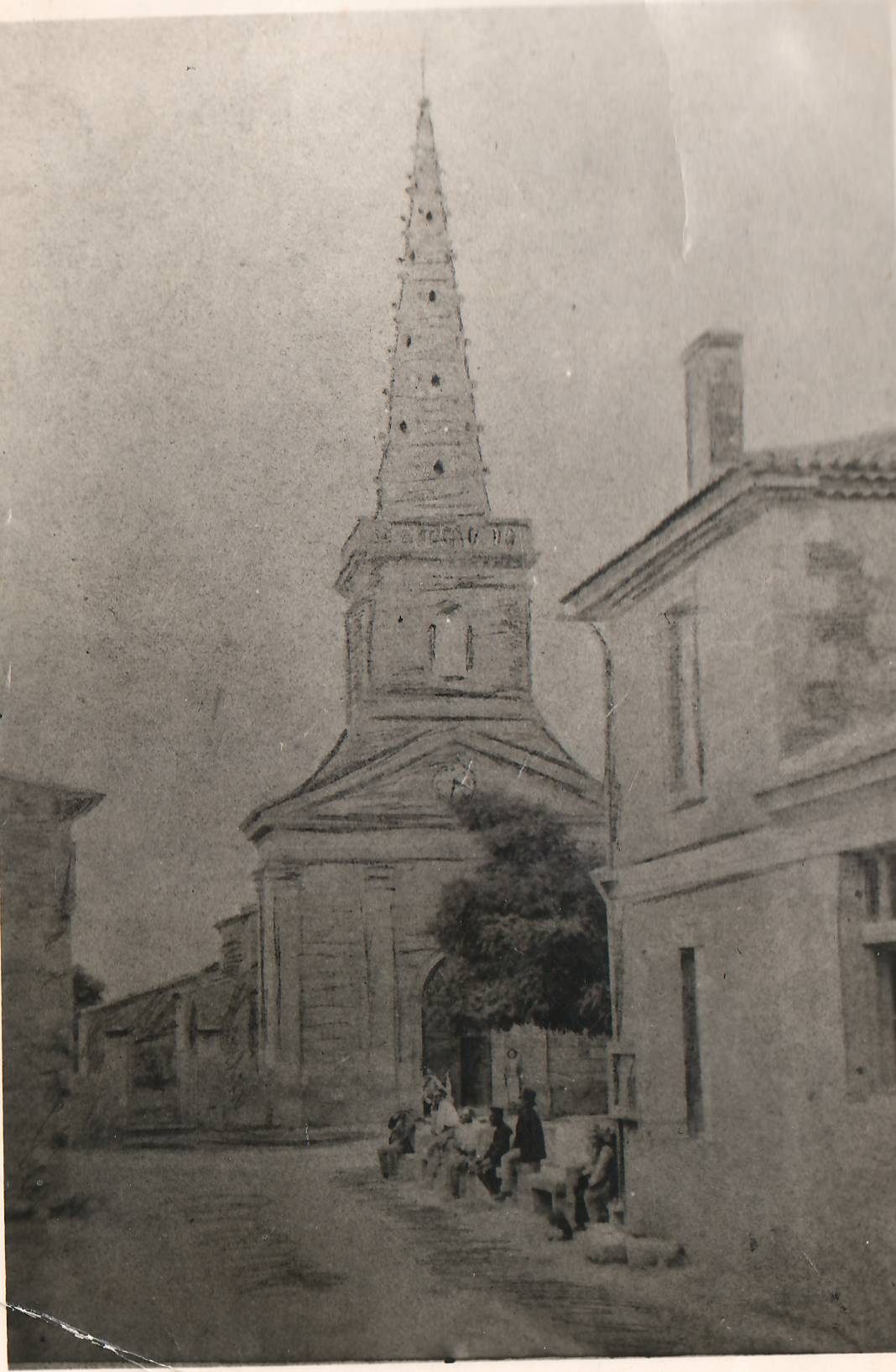
Ancienne église

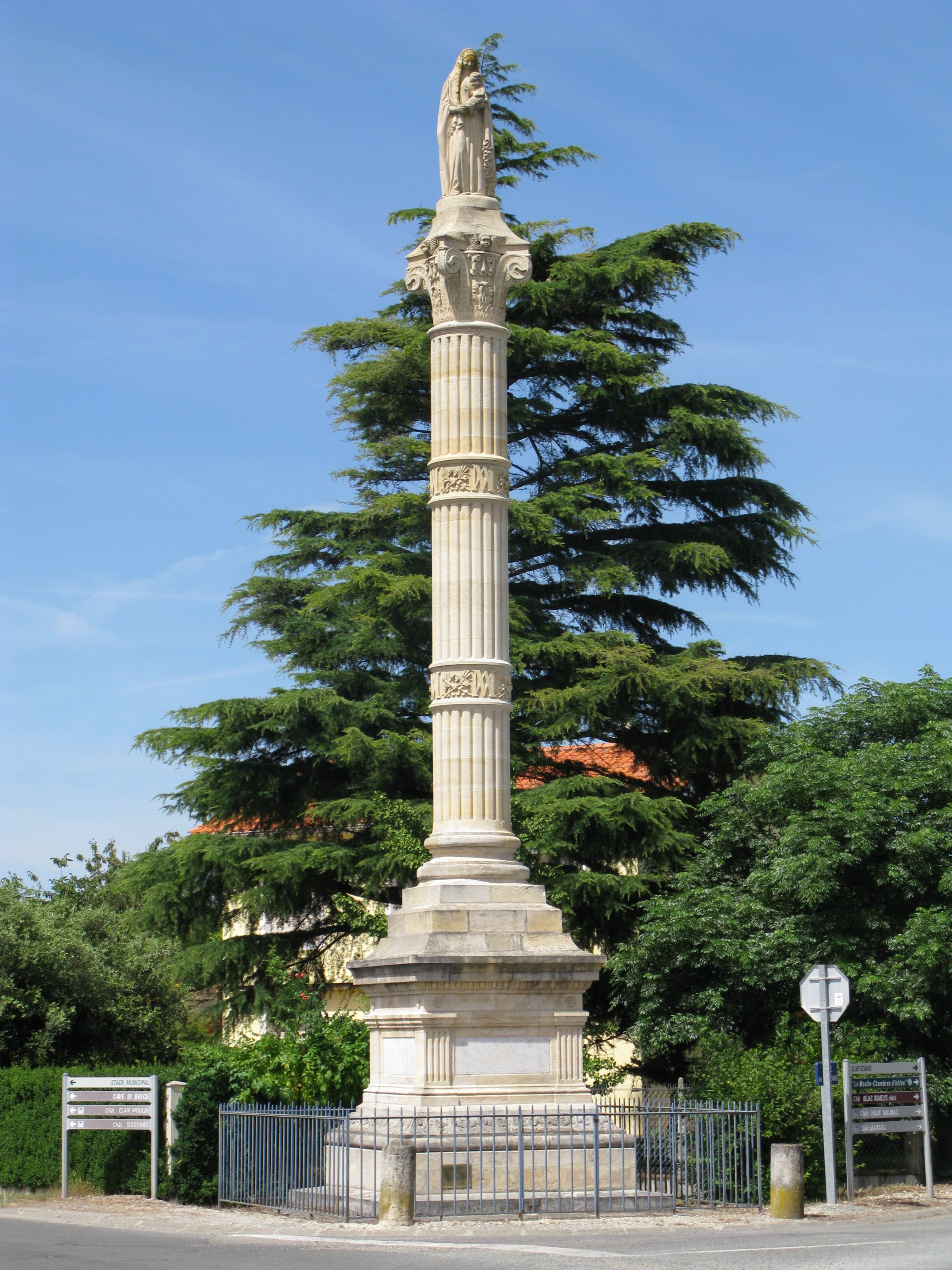
La statue de la Vierge sur colonne (août 2010)

- Vestige gallo-romain (site du Bois Carré)

Saint-Yzans a eu le privilège de posséder deux églises.
- Église Saint-Brice. Elle est inscrite à l'Inventaire général du patrimoine culturel[29].
- Ancienne Église Saint-Brice.

La première église était de style roman. Il est difficile de connaître la date de sa construction, car une bonne partie des archives du village furent brûlées sur la place de Lesparre pendant la Révolution. Son clocher fut ajouté en 1855.
En mai 1878, le conseil municipal décide de la construction d'une nouvelle église, l'actuelle étant jugée trop petite et ayant besoin de grandes réparations. Afin de financer cette nouvelle construction, une souscription fut lancée en décembre 1878 d'un montant de 30 024 francs or. Le reste du montant fut l'objet de plusieurs emprunts de la commune.
L'architecte désigné fut M. Hostein à Bordeaux.
Il fut décidé de construire une église à trois nefs, pouvant accueillir un maximum de 1 000 fidèles.
L'ancienne église fut démolie en 1879 et les travaux débutèrent en 1880.
La bénédiction de la nouvelle église Saint Brice fut célébrée le 11 mars 1883. Cette église est de style néo-gothique. Chaque vitrail fut offert par une famille de Saint-Yzans. La chaire fut sculptée et érigée par le menuisier-ébéniste du village M. Talazac. La partie inférieure de l'autel représente la Cène, c'est une pièce en bronze faite par les frères Brisson, sculpteurs à Paris. La chaire et la Cène sont classées par les Monuments Historiques. Le clocher possède deux cloches, une grosse de 1 100 kg datant de 1883, et une petite de 360 kg qui était déjà en place sur l'ancienne église et qui date de 1772.
Le centenaire de l'église fut fêté le 4 décembre 1983.
Le beffroi fut l'objet d'une restauration en 1936. En 2003, des travaux de réfection du clocher et du beffroi furent engagés, avec en particulier la dépose de la grosse cloche qui était fêlée.
- Statue de la Vierge sur colonne, croix de mission inscrite au titre des monuments historiques en 1991. En l'an 1853, une épidémie de fièvre typhoïde ravageait le village ; les habitants firent un vœu à la Vierge Marie pour demander sa protection. L'épidémie s'étant brusquement arrêtée, une colonne de 16 mètres avec une statue de la Vierge à l'Enfant fut érigée en 1856. Lors de la tempête de 1999, cette colonne fut totalement détruite puis reconstruite en 2003[30].
- Château Loudenne et musée de la vigne et du vin dans les chais victoriens du château.

## Personnalités liées à la commune
Gérald Tron, aquarelliste spécialisé en hyperréalisme, a installé son atelier à Saint-Yzans-de-Médoc.

## Galerie

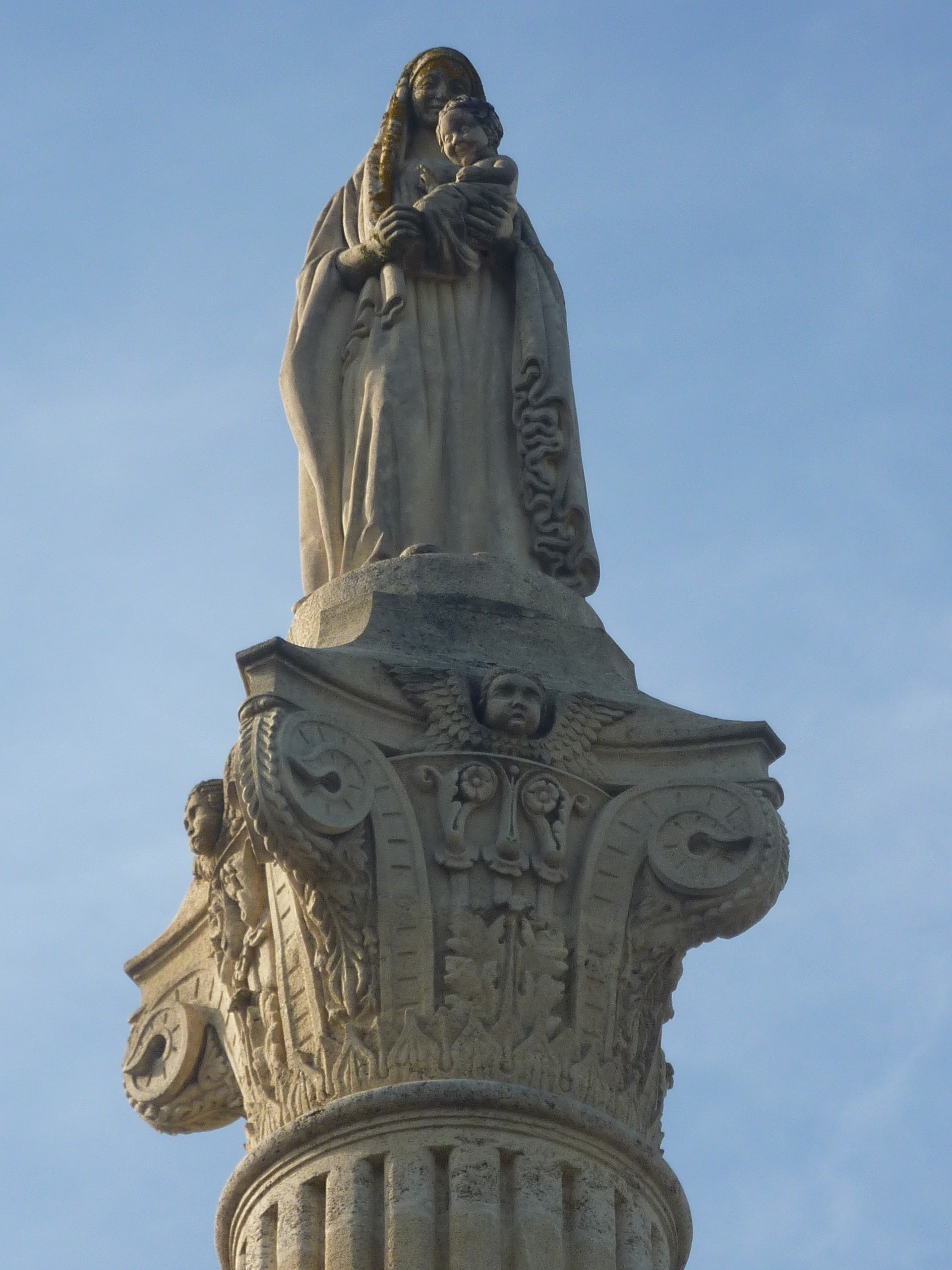
La statue de la Vierge (juil. 2010).
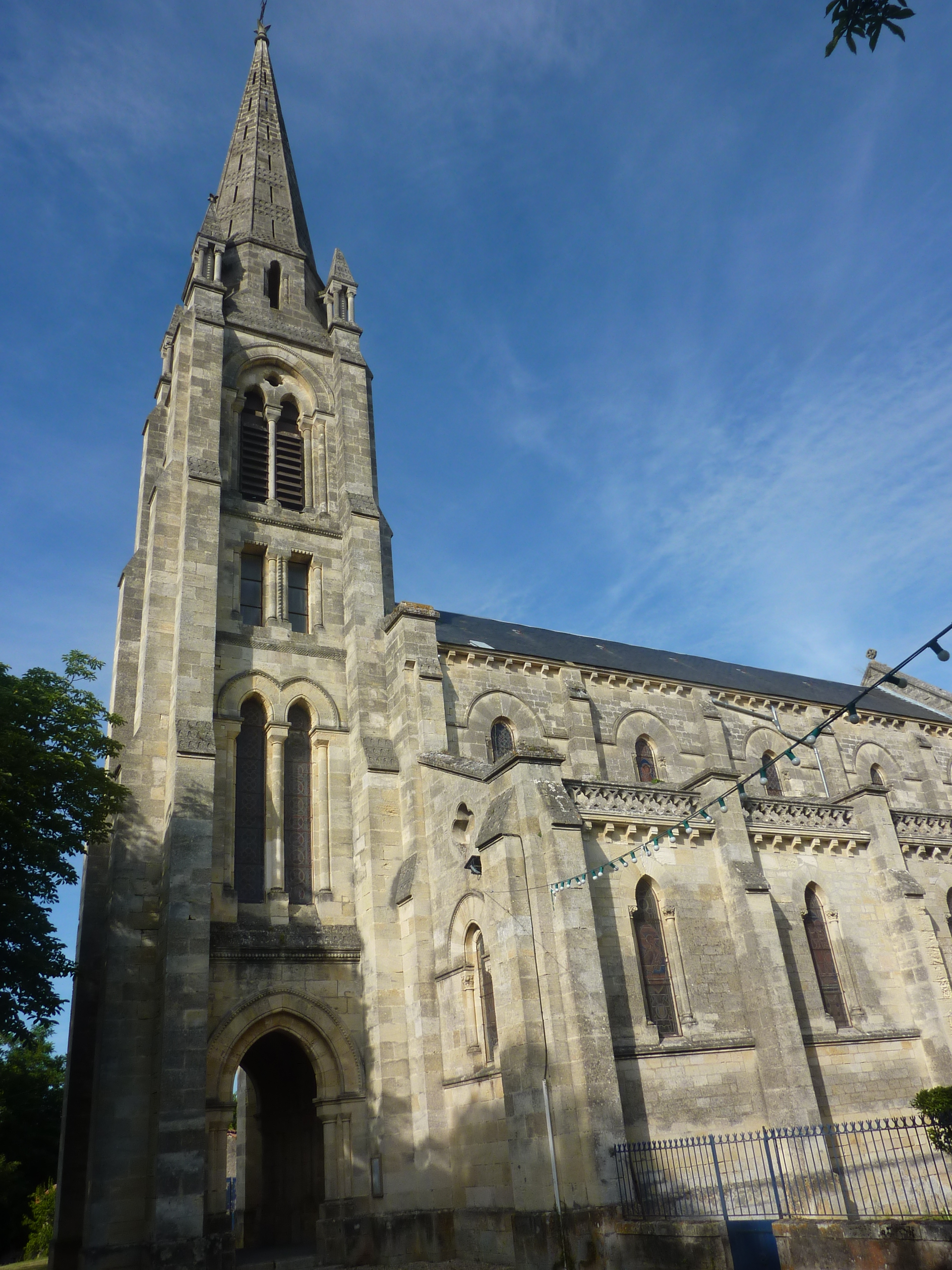
L'église Saint-Brice (juil. 2010).
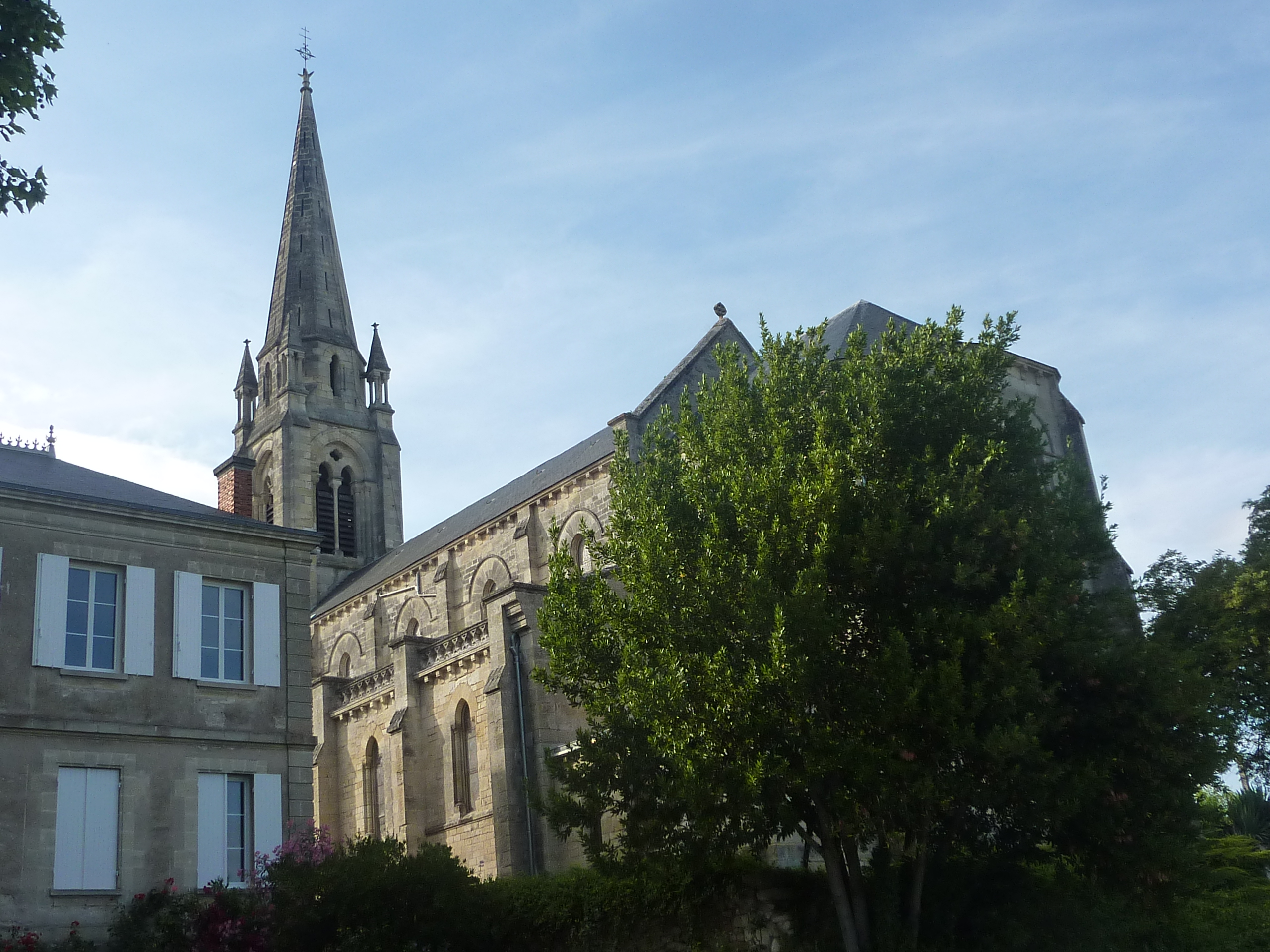
L'église Saint-Brice (juil. 2010).
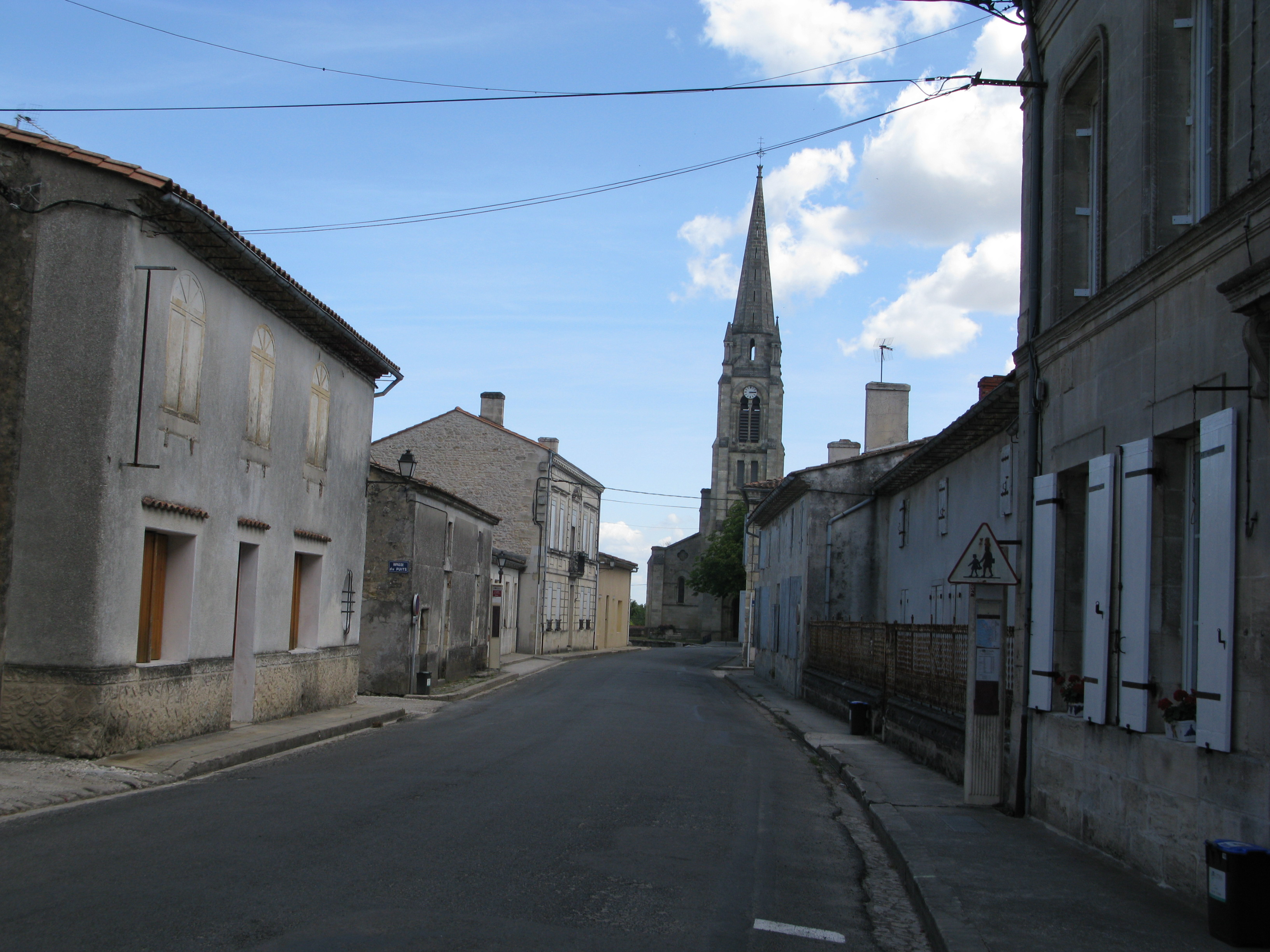
Rue du village et église (juil. 2010).